# Jacques Joseph Ebelmen

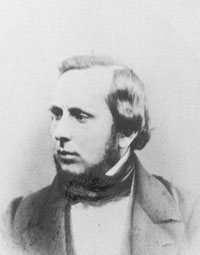
Jacques-Joseph Ebelmen

Jacques Joseph Ebelmen (ur. 10 lipca 1814, zm. 31 marca 1852) – francuski chemik.
Był dyrektorem fabryki porcelany w Sèvres. Dokonał syntezy kamieni szlachetnych. W 1844 r. jako pierwszy uzyskał syntetyczny związek krzemoorganiczny – ester etylowy kwasu ortokrzemowego.
Był autorem licznych rozpraw naukowych.
Jego nazwisko pojawiło się na liście 72 nazwisk na wieży Eiffla.